# Geometría de Ackermann

Geometría de dirección de Ackermann.

La geometría de dirección de Ackermann es una disposición geométrica de los vínculos que intervienen en la dirección de un automóvil u otro vehículo diseñado para resolver el problema de las ruedas en el interior y exterior de un ciclo necesario para trazar círculos de diferentes radios. Fue inventado por el constructor de transporte alemán "Lankensperger" en 1817, luego de ser patentado por su agente en Inglaterra Rudolph Ackermann (1764-1834) en 1818 para los coches de caballos.